# Ana Cecília Carvalho
Ana Cecília Carvalho (Belo Horizonte, 1 de junho de 1951) é uma escritora, ensaísta e psicanalista brasileira, professora aposentada da Universidade Federal de Minas Gerais. 

## Biografia
Nascida em 1 de junho de 1951 em Belo Horizonte, Minas Gerais, onde também cresceu, Ana Cecília Carvalho é filha de Esther Carvalho [Esther Kaiserman] (1927-2021) e Onaldo Carvalho (1921-2015). Neta de imigrantes judeus, o professor Norton Kaiserman, nascido em Sfat, Israel, e Teresa (Tovah) Kizner Kaiserman, nascida em Yedenitz, então Bessarábia.
Graduada em Psicologia pela Universidade Federal de Minas Gerais (1975), Mestre em Psicologia pela U.S. International University (1979) com bolsa Fulbrigth, e Doutora em Letras (Literatura Comparada) pela Universidade Federal de Minas Gerais (1998). Lecionou psicanálise na UFMG por mais de 30 anos, aposentando-se em 2009. Também lecionou como professora convidada na Universidade de Denver em Denver, EUA.
Autora de ensaios críticos e de ficção, possui vários textos publicados em livros, antologias, revistas e suplementos literários no Brasil e no exterior.
Foi eleita membro da Academia Mineira de Letras em 19 de agosto de 2024, ocupando a cadeira 36.

## Livros publicados[1]
- 2023 - O mundo das fitinhas perdidas, em coautoria com Stella Valente (infantojuvenil).
- 2022 - Os Mesmos e os Outros: o livro dos ex (3ª edição, contos).
- 2019 - O foco das coisas & outras histórias (contos).
- 2019 - Universidade e psicanálise: um espaço de interlocução (coletânea de ensaios, organizada com Cassandra Pereira França).
- 2018 - Os Mesmos e os Outros: o livro dos ex (2ª edição, contos).
- 2017 - Os Mesmos e os Outros: o livro dos ex (1ª edição, contos).
- 2012 - O livro neurótico de receitas (1ª e 2ª edição, contos).
- 2006 - Estilos do xadrez psicanalítico: a técnica em questão (coletânea de ensaios, organizada com Cassandra Pereira França).
- 2003 - A poética do suicídio em Sylvia Plath (ensaio).
- 1999 - Pedrito Pega el Grito (infantojuvenil).
- 1999 - El orfebre zapador del Polo Norte (infantojuvenil).
- 1996 - O mundo do meu amigo (infantojuvenil).
- 1995 - O ourives sapador do Pólo Norte (infantojuvenil).
- 1994 - Papagaios: uma história de detetives, piratas e mágicos (infantojuvenil).
- 1993 - Policarpo, o inseto desclassificado (infantojuvenil).
- 1993 - Uma mulher, outra mulher (contos).
- 1991 - Pedrinho dá o grito (infantojuvenil).
- 1976 - Livro de registros (contos).
- 1975 - Trilha sonora para o Capitão do Sonho (infantojuvenil).

## Prêmios
- 1994 - Láurea - Melhor Para O Jovem, com Papagaios: Uma história de detetives, piratas e mágicos, Fundação Nacional do Livro Infantojuvenil.
- 1993 - Destaque de 1993 - Policarpo, o inseto desclassificado, Jornal Estado de Minas.
- 1991 - Prêmio Nacional de Literatura de Brasília (livro de contos inéditos), Fundação Cultural do Distrito Federal.
- 1985 - Prêmio Nacional de Literatura Cidade de Belo Horizonte (livro inédito), Prefeitura de Belo Horizonte.
- 1975 - Prêmio de Literatura Cidade de Belo Horizonte (Primeiro Lugar - livro inédito), Prefeitura de Belo Horizonte.
- 1974 - IV Concurso de Contos da Academia Municipalista de Letras de Minas Gerais, (O casamento), Academia Municipalista de Letras de Minas Gerais.
- 1973 - Prêmio VIII Concurso de Contos da Revista Literária da UFMG, UFMG.
- 1972 - Menção Honrosa VII Concurso de Poesias da Revista Literária da UFMG, UFMG.
- 1971 - Menção Honrosa VI Concurso de Poesias da Revista Literária da UFMG, UFMG.